# إيزيدورو إيبارا
إيزيدورو إيبارا (بالإسبانية: Isidoro Ibarra) هو لاعب هوكي الحقل أرجنتيني، ولد في 2 أكتوبر 1992.

## وصلات خارجية
- إيزيدورو إيبارا على موقع الاتحاد الدولي للهوكي (الإنجليزية)
- إيزيدورو إيبارا على موقع أوليمبيديا (الإنجليزية)